# 石室觀摩崖造像
石室觀摩崖造像位於四川省南充市閬中市，文物遺址年代判定為南北朝至唐。2012年7月16日公佈為第八批四川省文物保護單位。
石室觀摩崖造像位於四川省南充市閬中市沙溪街道辦事處盤龍村六組，坐北朝南。石室觀摩崖造像共有造像13龕，隋代6龕，唐代7龕，主要為道教人物造像。石刻18幅，可以辨認字跡的有9幅，內容主要反映造像、裝彩、藏經、遊記等內容，尤以南齊大明七年、唐貞觀十年、神龍元年、廣德元年等題刻最具寶貴。石室觀造像和石刻，對研究四川地區道教造像，書法藝術、道教歷史等具有重要的價值。第三次全國文物普查新發現。